# Groupe de NGC 2935
Le groupe de NGC 2935 comprend au moins trois galaxies situées dans la constellation de l'Hydre. La distance moyenne entre ce groupe et la Voie lactée est d'environ 37,4 Mpc (∼122 millions d'al). 

## Membres
Le tableau ci-dessous liste les trois galaxies qui sont indiquées sur le site « Un Atlas de l'Univers » créé par Richard Powell.  
| Nom      | Classification | Type                  | α (J2000.0)   | δ (J2000.0)  | Vitesse radiale (km/s) | Magnitude apparente | Distance (Mpc) | Diamètre (kal) |
| -------- | -------------- | --------------------- | ------------- | ------------ | ---------------------- | ------------------- | -------------- | -------------- |
| NGC 2935 | (R')SAB(s)b    | Spirale intermédiaire | 09h 36m 44.8s | -21° 07′ 41″ | 2271 ± 3               | 11,3                | 38,4 ± 2,7     | 185            |
| NGC 2983 | SB0^+(rs)      | Lenticulaire          | 09h 43m 41.1s | -20° 28′ 38″ | 2032 ± 22              | 11,8                | 34,9 ± 2,5     | 94             |
| NGC 2986 | E2             | Elliptique            | 09h 44m 16.0s | -21° 16′ 41″ | 2302 ± 4               | 10,8                | 38,9 ± 2,7     | 252            |

Le site DeepskyLog permet de trouver aisément les constellations des galaxies mentionnées dans ce tableau ou si elles ne s'y trouvent pas, l'outil du site constellation permet de le faire à l'aide des coordonnées de la galaxie. Sauf indication contraire, les données proviennent du site NASA/IPAC.